# Cristal·lografia

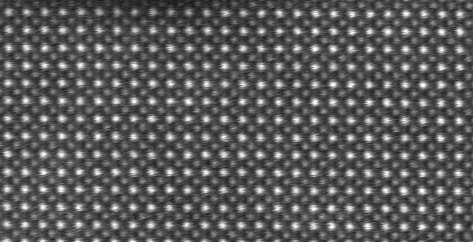
Sòlid cristal·lí imatge de resolució atòmica del titanat d'estronci. Els àtoms més brillants són d'estronci i els més foscos de titani.

La cristal·lografia és la ciència que estudia el creixement, la forma i la geometria dels cristalls minerals i la resolució d'estructures cristal·lines.

## Etimologia
La paraula cristal·lografia prové del grec: krístal·los, 'gota congelada i, en general, es refereix a qualsevol sòlid més o menys transparent', i grafo, 'escriure, gravar, dibuixar, en sentit ampli: descriure'.

## Cristalls
La majoria dels minerals adopten formes cristal·lines quan es formen en condicions favorables. La cristal·lografia és l'estudi del creixement, la forma i la geometria d'aquests cristalls. La disposició dels àtoms en un cristall pot conèixer-se per difracció dels raigs X.
La química cristal·logràfica estudia la relació entre la composició química, la disposició dels àtoms i les forces d'enllaç entre aquests. Aquesta relació determina les propietats físiques i químiques dels minerals. Quan les condicions són favorables, cada element o compost químic tendeix a cristal·litzar-se en una forma definida i característica. Així, la sal comuna tendeix a formar cristalls cúbics, mentre que el granat, que de vegades forma també cubs, es troba amb més freqüència en dodecaedres o triaquisoctaedres.
A pesar de les seves diferents formes de cristal·lització, la sal i el granat cristal·litzen sempre en la mateixa classe i sistema. En teoria són possibles trenta-dues classes cristal·lines, però només una dotzena inclou pràcticament a tots els minerals comuns i algunes classes mai s'han observat. Aquestes trenta-dues classes s'agrupen en sis sistemes cristal·lins, caracteritzats per la longitud i posició dels seus eixos. Els minerals de cada sistema comparteixen algunes característiques de simetria i forma cristal·lina, així com moltes propietats òptiques importants.

## Mètodes
Abans del desenvolupament de la difracció de raigs X, l'estudi dels cristalls estava basada en la seva geometria. Això implicava mesurar els angles de les cares dels cristalls en relació als eixos de referència teòrics, i establir la simetria del cristall en qüestió. Això es feia fent servir un goniòmetre.
Actualment els mètodes cristal·logràfics depenen de l'anàlisi dels patrons de la difracció. De vegades es fan servir electrons i neutrons. La comprensió de l'estructura cristal·lina és un prerrequisit important per comprendre els defectes cristal·logràfics dels materials. Un exemple és en l'argil·la on l'estructura laminar petita i plana permet una fàcil deformació. En el cas del ferro quan s'escalfa passa d'una estructura cúbica amb cos centrat a una cúbica amb cares centrades corresponent a una al·lotropia química ferro γ.
La cristal·lografia de raigs X és el mètode principal per determinar la conformació macromolecular biològica particularment de les proteïnes i dels àcids nucleics com l'ADN i ARN. La primera estructura cristal·lina d'una macromolècula va ser resolta l'any 1958. Hi ha un banc de dades de l'estructura de proteïnes i altres molècules biològiques (Protein Data Bank, o PDB) lliurement accessible

## Objecte d'estudi
Entre els aspectes que investiga en els cristalls hi ha: 
- Estructura interna (a nivell atòmic)
- Morfologia o estudi de l'estructura externa, formacions amb els altres cristalls del mateix mineral: macles, druses, o de diferents minerals
- Sistema cristal·lí al qual pertany: amorf, sistema cúbic, sistema tetragonal, sistema ortoròmbic, sistema hexagonal, sistema trigonal, sistema monoclínic, sistema triclínic
- Gènesi de cada cristall (cristal·logènesi)
- Propietats físiques i químiques: resistència a ser ratllat, composició química, solubilitat, luminescència, color d'interferència, exfoliació, ratlla, color, lluentor, transparència, radioactivitat, conductivitat elèctrica, magnetisme